# جيرزي ستور
جيرزي أوسكار ستور (بالبولندية: Jerzy Stuhr)‏ (و. 1947  م) هو مخرج أفلام، وممثل، وعضو هيئة تدريس جامعية، وكاتب سيناريو، وكاتب، وممثل أفلام، وممثل مسرحي، ومخرج مسرحي، وبيداغوجيا، من بولندا، ولد في كراكوف.

## التعليم
تعلم في جامعة ياغيلونيا، وأكاديمية ستانيسلاف ويسبيانسكي للفنون المسرحية ‏.

## جوائز
حصل على جوائز منها:
- الميدالية الذهبية للاستحقاق في مجال الثقافة ‏
- نيشان بولونيا ريستيتوتا من رتبة قائد بنجمة
- نيشان بولونيا ريستيتوتا من رتبة قائد.

## وصلات خارجية
- جيرزي ستور على موقع IMDb (الإنجليزية)
- جيرزي ستور على موقع ألو سيني (الفرنسية)
- جيرزي ستور على موقع ميوزك برينز (الإنجليزية)
- جيرزي ستور على موقع تيرنر كلاسيك موفيز (الإنجليزية)
- جيرزي ستور على موقع أول موفي (الإنجليزية)
- جيرزي ستور على موقع قاعدة بيانات الأفلام السويدية (السويدية)
- جيرزي ستور على موقع ديسكوغز (الإنجليزية)
- جيرزي ستور على موقع قاعدة بيانات الفيلم (الإنجليزية)
- جيرزي ستور على موقع كينوبويسك (الروسية)